# Robigalia butleri
Robigalia butleri är en insektsart som beskrevs av William Lucas Distant 1916. Robigalia butleri ingår i släktet Robigalia och familjen Meenoplidae. Inga underarter finns listade i Catalogue of Life.